# LG G6 ThinQ
LG G6 ThinQ는 LG전자가 제조한 안드로이드 스마트폰이며, LG G 시리즈의 6번째 모델이자 2017년형 모델이다. 2017년 2월 26일 스페인 바르셀로나에서 열린 MWC 2017에서 LG G6 Day 행사를 통해 공개되었으며, 2017년 3월 10일 한국 시장부터 순차적으로 출시되었다. 2017년 6월 30일, 엘지 G6 32GB와 유광 디자인, 무선충전, 쿼드 DAC 등 신기능을 추가한 고용량 모델인 엘지 G6 플러스(128GB)가 출시되었다. 2018년 2월, LG V30에서 호평 받았던 신색상인 라즈베리 로즈, 라벤더 바이올렛, 모로칸 블루가 추가되었다. LG G6는 출시된 국가별로 다른 기능들을 갖고 있다.

## 운영 체제 / 소프트웨어

### 안드로이드 7.0 누가
LG G6는 안드로이드 7.0 누가를 기본탑재하여 출시했다. 새롭게 채택된 18:9 화면비에 맞춰서 디자인된 LG UX 6.0이 적용되었다.

### 안드로이드 8.0 오레오
2018년 4월 30일, 안드로이드 8.0 오레오 업데이트가 진행되었다. 아이콘의 형태를 변형할 수 있는 기능, 홈버튼을 가릴 수 있는 잠수함 버튼, 10단계로 세분화 블루라이트 필터 등이 추가되었다. 소니의 고음질 음원의 음원 소실을 최소화해주는 LDAC도 적용되었다.

#### 공감형 AI
2018년 7월 5일, LGM-G600S/L 모델에 한해 LG전자의 인공지능 브랜드인 LG ThinQ 소속의 인공지능 기술인 공감형 AI가 LG G6와 LG G6+에 적용되었다. 업데이트 이후, LG ThinQ 브랜드에 소속되어 정식 발매명이 LG G6 ThinQ와 LG G6+ ThinQ로 변경되었다. 이후 2018년 7월 12일, 대한민국 KT 모델 LGM-G600K에도 공감형 AI 업그레이드가 실시되었고 뒤이어 2018년 7월 17일, 글로벌 모델 LG-H870에도 공감형 AI 업그레이드가 실시되었다.

### 안드로이드 9.0 파이
2019년 10월 업데이트

## 기능

### 디스플레이

#### 18:9 풀버전 디스플레이
LG G6는 스마트폰 최초로 기존의 16:9 화면비보다 더 긴 화면을 가진 18:9 화면비의 풀비전 디스플레이 (FullVision Display)를 탑재했다. 화면비가 달라지면서 본체가 좀 더 길어졌고, 이전보다 더 큰 5.7인치 디스플레이를 구현했다. 풀비전 디스플레이를 통해 그립감이 개선됐으며, 전작 LG G5 대비 좌우 베젤과 상하 베젤이 줄어들었다. G6는 영상을 더 선명하게 볼 수 있는 기술인 HDR 10과 돌비 비전 (Dolby Vision)이 적용되었다.

### 오디오
LG G6의 오디오 기능은 전년도 플래그쉽인 LG V20의 기능을 계승했다.

#### Hi-Fi Quad DAC
DAC(Digital to Analog Converter)은 디지털 신호를 사람이 들을 수 있는 아날로그 신호로 변환해주는 장치이다. 이 중 쿼드 DAC는 디지털 신호의 잡음을 최대 50%까지 감소시켜서 원음에 가까운 소리를 낼 수 있게 해 준다. LG V20에 이어서 ESS 사의 Sabre 쿼드 DAC가 적용되었으며, G6에 탑재된 쿼드 DAC는 전작인 V20보다 성능이 강화되었다. 전작과 동일하게 24비트는 물론, 32비트 음원을 재생할 수 있다. 다만 아쉽게도 B&O은 지원되지 않고 있다(32gb,64gb)

#### Hi-Fi 레코딩
G6에는 LG V20에 적용된 High AOP 마이크가 적용되어 24bit/192kHz FLAC로 고음질 녹음을 할 수 있다. High AOP 마이크를 통해 소음이 큰 환경에서도 최대 132 데시벨까지 영상 촬영이 가능하다.

### 카메라
LG G6의 카메라 기능은 전작인 LG G5와 전년도 플래그쉽인 LG V20의 기능을 계승했다.

#### 전후면 광각 카메라
LG V20와 동일하게 전면 100도, 후면 125도 광각 카메라가 탑재되었다. LG V20보다 카메라 가장자리에 발생하는 왜곡을 줄였으며, 일반 화각에서 광각으로 전환하는 시간이 줄어들었다고 한다. 그리고 렌즈 부분이 튀어나오지 않고 들어가 있다.

#### 스퀘어 카메라
LG G6의 18:9 풀비전 디스플레이를 활용한 촬영 모드이다. 같은 크기의 2개의 정사각형으로 위 아래 화면을 나누어 촬영할 수 있다. 스퀘어 모드에서는 4가지 촬영 방식이 있다. 사진 촬영 도중에 결과물을 확인할 수 있는 스냅 샷 (Snap Shot), 4번의 영상이나 사진을 하나의 결과물로 촬영할 수 있는 그리드 샷 (Grid Shot), 미리 설정한 가이드 이미지를 투명하게 겹쳐서 원하는 구도와 포즈를 취할 수 있는 가이드 샷 (Guide Shot), 두 장의 사진을 하나로 합칠 수 있는 매치 샷 (Match Shot)이 있다.

### 멀티태스킹

#### 올웨이즈 온 디스플레이
G6에는 전력 소모를 줄이면서 화면이 꺼진 상태에서도 항시 알림을 확인할 수 있는 올웨이즈 온 디스플레이(Always On Display)가 적용되었다.

#### 구글 어시스턴트
LG전자는 자사의 음성인식 인공지능 서비스인 Q보이스를 대신하여, 구글과의 협력을 통해 구글 사의 인공지능인 구글 어시스턴트의 한국어 서비스를 지원한다. 구글 나우를 대신하는 구글 어시스턴트는 대화를 기반으로 맥락을 이해해 정보를 찾아주거나 명령을 실행한다. LG V30 출시 이후 순차적으로 한국어 서비스가 업데이트되었다.

### 기타
배터리 교체가 가능했던 LG G5와는 다르게 LG G6는 일체형 배터리가 적용되었다. 일체형 배터리가 적용된 대신, 전후면 글래스 디자인과 1.5m 수심에서 30분까지 작동할 수 있는 IP68등급의 방수방진이 채택되었다. V20와 마찬가지로 미군에서 진행하는 내구성 테스트인 MIL-STD 810G 통과 인증을 받았다. 발열 관리를 위해 쿨링 파이프를 탑재했다. LG G6+는 Qi 표준 무선 충전을 지원한다. 퀄컴 사의 퀵차지 3.0을 적용해 고속 충전도 지원되는데, 배터리 50% 충전까지 30분이 걸린다고 한다. 본체의 측면과 디스플레이에 라운드 디자인을 적용해 내구성을 높였다. 그리고 템플 런2, 심시티 빌드잇 등 6개의 게임에 G6 독점 혜택을 담은 G6 게임 컬렉션이 있다.

#### LG 페이
LG 페이는 2017년 6월 1일, G6 32GB와 G6+ 출시와 함께 추가된 LG전자의 모바일 결제 서비스이다. 2017년 기준 한국 시장에만 지원 중이다. 경쟁 중인 서비스는 애플 페이와 삼성 페이이며, 결제 방식으로는 NFC (근거리 무선 통신)와 MST (마그네틱 보안전송) 방식을 지원한다.

#### 생체인식
LG G6는 전작들이 지원하는 패턴, 노크온, 에이리어 타입 지문인식을 모두 지원한다. G6에서는 얼굴인식이 탑재되었다. 다만 LG전자 측에서는 보안이 취약할 수 있기 때문에 패턴, 노크온, 지문인식을 사용하길 권장했다.

## 색상
- 아이스 플레티넘
- 아스트로 블랙
- 미스틱 화이트
- 마린 블루 (G6 32GB 전용)
- 테라 골드 (G6 32GB 전용)
- 옵티컬 마린 블루 (G6+ 전용)
- 옵티컬 테라 골드 (G6+ 전용)
- 옵티컬 아스트로 블랙 (G6+ 전용)
- 라즈베리 로즈
- 모로칸 블루
- 라벤더 바이올렛

## 국가별 세부 기능 차이[6][7]
| 출시국   | 64GB 저장공간 | 무선충전 | 쿼드 DAC | LG 페이 |
| -------- | ------------- | -------- | -------- | ------- |
| 대한민국 | 지원          | 미지원   | 지원     | 지원    |
| 홍콩     | 지원          | 미지원   | 지원     | 미지원  |
| 미국     | 미지원        | 지원     | 미지원   | 미지원  |
| 유럽     | 미지원        | 미지원   | 미지원   | 미지원  |
| 아시아   | 미지원        | 미지원   | 미지원   | 미지원  |
| 남미     | 미지원        | 미지원   | 미지원   | 미지원  |
| 중동     | 미지원        | 미지원   | 미지원   | 미지원  |

2017년 6월, LG G6+의 출시 전까지 LG G6는 국가별로 지원하는 기능들이 달랐다. 국가별 세부 기능 차이에 대해 논란이 일어나자 LG전자는 현지 시장 분석을 통해 결정된 사양이라고 말했다.

## 변형 기종
- LG G6 32GB: 신색상인 마린 블루와 테라 골드를 적용했으며, 기존의 G6보다 저장 공간이 32GB로 줄어든 모델이다.[17]
- LG G6+: 기존의 G6보다 저장 공간이 128GB로 늘어난 모델이며, 후면에 편광을 일으키는 렌티큘러 필름이 적용되어 빛의 위치에 따라 색상이 다르게 보인다. G6+에 적용된 신색상은 옵티컬 마린 블루, 옵티컬 아스트로 블랙, 옵티컬 테라 골드이다. LG G6+는 기존의 G6가 지역 파편화가 있었기 때문에 국가마다 추가된 기능들이 다르다. 한국 시장은 Qi 표준을 지원하는 무선충전 기능과 LG V20에서 선보인 B&O가 튜닝한 Hi-Fi 쿼드 DAC와 번들 이어폰이 추가되었다. 미국 시장은 쿼드 DAC와 번들 이어폰이 추가되었다. 유럽 시장은 무선 충전과 쿼드 DAC가 추가되었다.[18]

## 같이 보기
- LG G5
- LG V20
- LG G 시리즈
- LG V30

## 경쟁 기종
- 삼성 갤럭시 S8
- 아이폰 8
- 소니 엑스페리아 XZ1